# Zeuxidame
Zeuxidame est un roi de Sparte entre 645 av. J.-C. et 625 av. J.-C..
Selon Hérodote il succède à son père Anaxandridas Ier et il est le père de son successeur Anaxidame. Selon Pausanias, qui ignore Anaxandridas Ier, il succède directement à son grand-père Théopompe.
Hérodote mentionne également un de ses descendants, qui porte le même nom que lui, Zeuxidame, qui est le fils de Léotychidas II, qui n'aurait pas régné car il serait mort avant son père.